# Giuseppe Maria d'Altemps, VI duca di Gallese
Giuseppe Maria d'Altemps, VI duca di Gallese (Roma, 6 luglio 1729 – Albano Laziale, 28 luglio 1790), è stato un nobile italiano.

## Biografia
Figlio di Roberto Aniceto d'Altemps, V duca di Gallese di sua moglie, la nobile napoletana Feliciana de Silva, Giuseppe Maria nacque a Roma nel 1729.
Alla morte del padre nel 1747, gli succedette come quarto duca di Gallese. Il 29 aprile 1770 ospitò nel suo palazzo romano il giovane Wolfgang Amadeus Mozart per una esibizione musicale come parte di un'accademia organizzata dal principe Baldassarre Odescalchi, duca di Bracciano e Ceri.
Morì ad Albano Laziale, dove si era spostato per la cura di alcune sue indisposizioni, nel 1790. Le esequie vennero celebrate nella locale Cattedrale di San Pancrazio, mentre la salma venne successivamente tumulata nella Basilica di Santa Maria in Trastevere a Roma, presso la cappella di famiglia dei duchi di Gallese.

## Matrimonio e figli
Giuseppe Maria sposò la principessa Lucrezia Corsini, figlia di Filippo Corsini, II principe di Sismano, e di sua moglie Ottavia Strozzi. La coppia ebbe insieme i seguenti figli:
- Marco Sittico (†1817), VII duca di Gallese. Sposò in prime nozze Costanza Carafa ed alla morte di questa si risposò con Isabella Falconeri
- Giovanni Angelo (†1834), sposò Margherita Fabbri

## Albero genealogico
|                                              |                |                                                  | Genitori                                                |  |  | Nonni |  |  | Bisnonni                                       |  |  | Trisnonni                                     |  |
|                                              |                |                                                  |                                                         |  |  |       |  |  | Giovanni Pietro d'Altemps, III duca di Gallese |  |  | Giovanni Angelo d'Altemps, II duca di Gallese |  |
|                                              |                |                                                  |                                                         |  |  |       |  |  | Giovanni Pietro d'Altemps, III duca di Gallese |  |  | Giovanni Angelo d'Altemps, II duca di Gallese |  |
|                                              |                | Maria Cesi                                       |                                                         |  |  |       |  |  | Giovanni Pietro d'Altemps, III duca di Gallese |  |  |                                               |  |
| Giuseppe Maria d'Altemps, IV duca di Gallese |                |                                                  |                                                         |  |  |       |  |  | Giovanni Pietro d'Altemps, III duca di Gallese |  |  |                                               |  |
|                                              |                | Isabella Lante Della Rovere                      | Marcantonio Lante, marchese di San Lorenzo e Monteleone |  |  |       |  |  |                                                |  |  |                                               |  |
|                                              |                | Isabella Lante Della Rovere                      | Marcantonio Lante, marchese di San Lorenzo e Monteleone |  |  |       |  |  |                                                |  |  |                                               |  |
|                                              |                | Isabella Lante Della Rovere                      | Lucrezia Della Rovere                                   |  |  |       |  |  |                                                |  |  |                                               |  |
| Roberto Aniceto d'Altemps, V duca di Gallese |                | Isabella Lante Della Rovere                      |                                                         |  |  |       |  |  |                                                |  |  |                                               |  |
|                                              |                | Innocenzo Mazzei Cybo                            |                                                         |  |  |       |  |  |                                                |  |  |                                               |  |
|                                              |                |                                                  |                                                         |  |  |       |  |  |                                                |  |  |                                               |  |
|                                              |                |                                                  |                                                         |  |  |       |  |  |                                                |  |  |                                               |  |
| Ortensia Mazzei Cybo                         |                |                                                  |                                                         |  |  |       |  |  |                                                |  |  |                                               |  |
|                                              |                |                                                  |                                                         |  |  |       |  |  |                                                |  |  |                                               |  |
|                                              |                |                                                  |                                                         |  |  |       |  |  |                                                |  |  |                                               |  |
|                                              |                |                                                  |                                                         |  |  |       |  |  |                                                |  |  |                                               |  |
| Giuseppe Maria d'Altemps, VI duca di Gallese |                |                                                  |                                                         |  |  |       |  |  |                                                |  |  |                                               |  |
|                                              | Luigi de Silva | Fabrizio de Silva                                |                                                         |  |  |       |  |  |                                                |  |  |                                               |  |
|                                              | Luigi de Silva | Fabrizio de Silva                                |                                                         |  |  |       |  |  |                                                |  |  |                                               |  |
|                                              | Luigi de Silva | Emilia di Regina                                 |                                                         |  |  |       |  |  |                                                |  |  |                                               |  |
| Fabrizio de Silva                            | Luigi de Silva |                                                  |                                                         |  |  |       |  |  |                                                |  |  |                                               |  |
|                                              |                | Giovanna Revertera                               | Ippolito Revertera, II barone di Salandra               |  |  |       |  |  |                                                |  |  |                                               |  |
|                                              |                | Giovanna Revertera                               | Ippolito Revertera, II barone di Salandra               |  |  |       |  |  |                                                |  |  |                                               |  |
|                                              |                | Giovanna Revertera                               | Ippolita Minutolo                                       |  |  |       |  |  |                                                |  |  |                                               |  |
| Feliciana de Silva                           |                | Giovanna Revertera                               |                                                         |  |  |       |  |  |                                                |  |  |                                               |  |
|                                              |                | Pietro Venato, I conte di Santa Maria in Grisone | Giovanni Battista Venato                                |  |  |       |  |  |                                                |  |  |                                               |  |
|                                              |                | Pietro Venato, I conte di Santa Maria in Grisone | Giovanni Battista Venato                                |  |  |       |  |  |                                                |  |  |                                               |  |
|                                              |                | Pietro Venato, I conte di Santa Maria in Grisone | Girolama d'Aquino                                       |  |  |       |  |  |                                                |  |  |                                               |  |
| Giovanna Venato                              |                | Pietro Venato, I conte di Santa Maria in Grisone |                                                         |  |  |       |  |  |                                                |  |  |                                               |  |
|                                              |                | Luisa Filomarino                                 | Fabrizio Filomarino                                     |  |  |       |  |  |                                                |  |  |                                               |  |
|                                              |                | Luisa Filomarino                                 | Fabrizio Filomarino                                     |  |  |       |  |  |                                                |  |  |                                               |  |
|                                              |                | Luisa Filomarino                                 | Girolama Venato                                         |  |  |       |  |  |                                                |  |  |                                               |  |
|                                              |                | Luisa Filomarino                                 |                                                         |  |  |       |  |  |                                                |  |  |                                               |  |